# Лесли, Джон, 6-й граф Роутс
Джон Ле́сли (англ. John Leslie; умер в августе 1641) — 6-й граф Роутс с 1611 года, шотландский политический деятель, руководитель дворянской оппозиции церковным реформам английских королей Якова I и Карла I, один из инициаторов ковенантского движения.

## Биография
Сын Джеймса Лесли, мастера Лесли (? — 1607), и его второй жены Кэтрин Драммонд, внук и преемник Эндрю Лесли, 5-го графа Роутса (? — 1611), активного участника борьбы за власть в Шотландии в период правления королевы Марии Стюарт, и вождем клана Лесли.
Джон достаточно рано начал политическую деятельность и уже в 1621 году возглавил оппозицию в шотландском парламенте против литургической политики короля Якова I, став таким образом одним из лидеров дворянского движения в защиту пресвитерианства. В 1630 году, когда король Карл I развернул программу реформ по частичной ликвидации феодальных отношений, граф Роутс был лишен наследственной должности шерифа Файфа, что не улучшило его отношения с королём. В 1633 году Лесли вновь встав во главе парламентской оппозиции церковным реформам. Он оспорил результаты подсчета голосов по предложенным королём нововведениям в пресвитерианское богослужение и открыто выступил против практики манипулирования парламентом.
По мере углубления королевских реформ оппозиция Карлу I в Шотландии быстро росла. В 1637 году при активном участии Роутса была организована петиционная кампания против введения англиканской литургии. Первое богослужение с использованием новых обрядов в Эдинбурге вызвало мятеж горожан 23 июля 1637 года. «Стихийность» этого выступления была, однако, лишь видимостью: его тайно подготовили лидеры шотландской дворянской оппозиции: Роутс, Балмерино, Лаудон и другие. Эдинбургский мятеж вскоре вылился в общенациональное восстание.
Именно Роутс, вместе с небольшой группой дворян и священников, стоял у истоков ковенантского движения, определившего историю Шотландии на протяжении 1640-х—1650-х гг. Он принимал участие в редактировании «Национального ковенанта 1638 года», организации параллельных королевским органов власти в Шотландии и смог путём небольшого изменения процедуры выборов в генеральную ассамблею обеспечить победу ковенантеров. При активном участии Роутса генеральная ассамблея в ноябре 1638 года приняла решение об отмене нововведений в пресвитерианское богослужение и ликвидации епископата.
По мере развития ковенантского движения лидирующие позиции Роутса были оспорены крупным шотландским аристократом графом Аргайлом, который возглавил радикальное крыло ковенантеров и пытался использовать движение для достижения собственных целей. Обеспокоенный Роутс пошел в 1641 году на сближение с королём. Однако смерть Роутса в конце августа 1641 года не позволила организовать сколь-либо значительное сопротивление претензиям Аргайла.
Ему наследовал его сын Джон Лесли, 1-й герцог Роутс.